# Nicola Ravaglia
Nicola Ravaglia (Forlì, 12 dicembre 1988) è un calciatore italiano, portiere della Sampdoria.

## Carriera

### Club
Cresciuto nel vivaio del Cesena, viene fatto esordire in Serie B all'età di 18 anni dal tecnico Fabrizio Castori. Dopo un anno in prestito al Poggibonsi viene utilizzato come portiere titolare nella stagione successiva, chiusa al primo posto dalla squadra romagnola. Nella stessa stagione entra a far parte della Nazionale di categoria. Passa le successive due stagioni in compartecipazione all'Esperia Viareggio e l'anno seguente di nuovo in prestito alla SPAL.
Nella stagione 2011-2012 torna al club romagnolo che lo utilizza come riserva di Francesco Antonioli. Complice un infortunio accorso al portiere titolare, il 10 settembre 2011 fa il suo esordio in Serie A nella sconfitta interna (3-1) contro il Napoli, subendo la prima rete in Serie A da Ezequiel Lavezzi. La stagione 2012/13 non inizia nei migliori dei modi per il portiere del Cesena subendo nelle prime 3 partite ben 10 gol ottenendo 3 sconfitte prima di essere sostituito dal primo portiere Emanuele Belardi con l'arrivo (o meglio, il ritorno) in panchina di Pierpaolo Bisoli.
Il 22 agosto 2013 viene effettuato uno scambio di prestiti, con Ravaglia che va al Vicenza e Achille Coser che passa al Cesena.
Dopo una buona stagione in terra veneta, il portiere viene acquistato dal Parma, che lo gira subito in prestito al Cosenza.
Svincolatosi dal Parma dopo il fallimento dei ducali, il 7 luglio 2015 viene ingaggiato dalla Cremonese.
Il 1º settembre 2020 firma per la Sampdoria. Il 16 maggio 2022, dopo quasi due stagioni da terzo portiere, debutta con i blucerchiati nel successo per 4-1 contro la Fiorentina sostituendo Emil Audero, dieci anni dopo l’ultima apparizione nella massima serie. Torna a giocare da titolare il 2 aprile 2023 nella gara persa 3-0 contro la Roma, trovando la titolarità nelle ultime gare della stagione (che vede i blucerchiati retrocedere in cadetteria), sempre a causa di un infortunio di Audero.
Il 3 febbraio 2025 viene ceduto in prestito alla Carrarese.

## Statistiche

### Presenze e reti nei club
Statistiche aggiornate al 4 maggio 2025.
| Stagione         | Squadra          | Campionato       | Campionato | Campionato | Coppe nazionali | Coppe nazionali | Coppe nazionali | Coppe continentali | Coppe continentali | Coppe continentali | Altre coppe | Altre coppe | Altre coppe | Totale | Totale |
| Stagione         | Squadra          | Comp             | Pres       | Reti       | Comp            | Pres            | Reti            | Comp               | Pres               | Reti               | Comp        | Pres        | Reti        | Pres   | Reti   |
| ---------------- | ---------------- | ---------------- | ---------- | ---------- | --------------- | --------------- | --------------- | ------------------ | ------------------ | ------------------ | ----------- | ----------- | ----------- | ------ | ------ |
| 2006-2007        | Cesena           | B                | 2          | -5         | CI              | 0               | 0               | -                  | -                  | -                  | -           | -           | -           | 2      | -5     |
| 2007-2008        | Poggibonsi       | C2               | 33         | -35        | CI              | 0               | 0               | -                  | -                  | -                  | -           | -           | -           | 33     | -35    |
| 2008-2009        | Cesena           | C1               | 32         | -21        | CI              | 2               | -4              | -                  | -                  | -                  | -           | -           | -           | 34     | -25    |
| 2009-2010        | Viareggio        | C1               | 33+2       | -39 + -2   | CI              | 0               | 0               | -                  | -                  | -                  | -           | -           | -           | 35     | -41    |
| 2010-2011        | SPAL             | C1               | 33         | -35        | CI              | 1               | -3              | -                  | -                  | -                  | -           | -           | -           | 34     | -38    |
| 2011-2012        | Cesena           | A                | 8          | -11        | CI              | 2               | -2              | -                  | -                  | -                  | -           | -           | -           | 10     | -13    |
| 2012-2013        | Cesena           | B                | 9          | -22        | CI              | 3               | -6              | -                  | -                  | -                  | -           | -           | -           | 12     | -28    |
| Totale Cesena    | Totale Cesena    | Totale Cesena    | 51         | -59        |                 | 7               | -12             |                    | -                  | -                  |             | -           | -           | 58     | -71    |
| 2013-2014        | Vicenza          | 1D               | 23         | -21        | CI+CI-LP        | 0+0             | 0               | -                  | -                  | -                  | -           | -           | -           | 23     | -21    |
| 2014-2015        | Cosenza          | LP               | 33         | -31        | CI+CI-LP        | 1+3             | -3 + -1         | -                  | -                  | -                  | -           | -           | -           | 37     | -35    |
| 2015-2016        | Cremonese        | LP               | 34         | -33        | CI+CI-LP        | 1+0             | 0               | -                  | -                  | -                  | -           | -           | -           | 35     | -33    |
| 2016-2017        | Cremonese        | LP               | 37         | -39        | CI+CI-LP        | 3+0             | -7 + -0         | -                  | -                  | -                  | SC-LP       | 1           | -3          | 41     | -49    |
| 2017-2018        | Cremonese        | B                | 4          | -6         | CI              | 1               | -2              | -                  | -                  | -                  | -           | -           | -           | 5      | -8     |
| 2018-2019        | Cremonese        | B                | 15         | -15        | CI              | 0               | 0               | -                  | -                  | -                  | -           | -           | -           | 15     | -15    |
| 2019-2020        | Cremonese        | B                | 25         | -28        | CI              | 1               | -2              | -                  | -                  | -                  | -           | -           | -           | 26     | -30    |
| Totale Cremonese | Totale Cremonese | Totale Cremonese | 115        | -121       |                 | 6               | -11             |                    | -                  | -                  |             | 1           | -3          | 122    | -135   |
| 2020-2021        | Sampdoria        | A                | 0          | 0          | CI              | 0               | 0               | -                  | -                  | -                  | -           | -           | -           | 0      | 0      |
| 2021-2022        | Sampdoria        | A                | 1          | -1         | CI              | 0               | 0               | -                  | -                  | -                  | -           | -           | -           | 1      | -1     |
| 2022-2023        | Sampdoria        | A                | 9          | -23        | CI              | 0               | 0               | -                  | -                  | -                  | -           | -           | -           | 9      | -23    |
| 2023-2024        | Sampdoria        | B                | 1          | -1         | CI              | 2               | -5              | -                  | -                  | -                  | -           | -           | -           | 3      | -6     |
| 2024-feb. 2025   | Sampdoria        | B                | 0          | 0          | CI              | 0               | 0               | -                  | -                  | -                  | -           | -           | -           | 0      | 0      |
| Totale Sampdoria | Totale Sampdoria | Totale Sampdoria | 11         | -25        |                 | 2               | -5              |                    | -                  | -                  |             | -           | -           | 13     | -30    |
| feb.-giu. 2025   | Carrarese        | B                | 2          | -3         | CI              | -               | -               | -                  | -                  | -                  | -           | -           | -           | 2      | -3     |
| Totale carriera  | Totale carriera  | Totale carriera  | 336        | -371       |                 | 20              | -35             |                    | -                  | -                  |             | 1           | -3          | 357    | -409   |

## Palmarès

### Club

#### Competizioni nazionali
- Lega Pro Prima Divisione: 1

Cesena: 2008-2009
- Lega Pro: 1

Cremonese: 2016-2017
- Coppa Italia Lega Pro: 1

Cosenza: 2014-2015